# Barendrecht
Barendrecht este o comună și o localitate în provincia Olanda de Sud, Țările de Jos. 

## Localități componente
Barendrecht, Smitshoek. Localitatea Barendrecht este divizată în districtele: Carnisse, Barendrechtse Veer, Koedood, Buitenoord, Ter Leede.